# وی ژیانگژین
وی ژیانگژین (چینی: 魏祥鑫؛ زادهٔ ۵ مارس ۲۰۰۸) بازیکن فوتبال است که در حال حاضر برای میزهو هاکا در پست مهاجم بازی می‌کند.
وی همچنین در تیم ملی فوتبال زیر ۱۷ سال چین بازی کرده است.

## زندگی‌نامه
وی در میزهو در استان چینی گوانگ‌دونگ به دنیا آمد و توسط پدربزرگ و مادربزرگش بزرگ شد زیرا والدینش در گوانگژو و شنژن کار می‌کردند.

## دوران باشگاهی
وی نخستین علاقه‌اش به فوتبال را در کلاس سوم ابراز کرد و سپس به مدرسه ورزشی در شهرستان ووهوآ پیوست. او به آکادمی میزهو هاکا ملحق شد و در رده‌های سنی زیر ۱۰ و زیر ۱۱ بازی کرد، سپس نماینده گوانگدونگ مینگتو در رقابت‌های فوتبال در بازی‌های ملی چین بود. او در فصل ۲۰۲۴ لیگ قهرمانان چین برای گوانگدونگ مینگتو بازی کرد و به تیم در کسب صعود به لیگ دسته دوم چین کمک کرد.
در اول مارس ۲۰۲۵، وی برای میزهو هاکا در سوپر لیگ فوتبال چین نخستین بازی خود را انجام داد و به عنوان بازیکن جانشین در اواخر بازی به جای یانگ چائوشنگ در برتری ۲–۱ مقابل هنان وارد زمین شد. با این کار، او نخستین بازیکنی شد که در سال ۲۰۰۸ به دنیا آمده بود و در این لیگ بازی کرد. در دومین بازی حرفه‌ای خود، در شانزدهم آوریل نخستین گل خود را برای تیم از روی نقطه پنالتی در تساوی ۲–۲ مقابل ژجیانگ پروفشنال به ثمر رساند. در همان ماه، او به آزمایش در باشگاه فرانسوی دارای سرمایه چینی اوكسير دعوت شد.

## دوران ملی
وی نماینده تیم زیر ۱۶ سال چین در جام صلح بود که در اوت ۲۰۲۴ در شنیانگ برگزار شد و در آنجا دو گل مقابل تیم زیر ۱۶ سال ویتنام زد سپس در پیروزی ۲–۱ مقابل تیم زیر ۱۷ سال ازبکستان گلزنی کرد و به تیمش در قهرمانی کمک کرد. وی برای نخستین بار در مسابقات انتخابی جام ملت‌های آسیا زیر ۱۷ سال ۲۰۲۵ به شهرت رسید و با چهار گل در پنج بازی به چین کمک کرد تا به مرحله اصلی مسابقات صعود کند.
در جام ملت‌های آسیا زیر ۱۷ سال ۲۰۲۵، وی در شکست ۲–۱ تیمش مقابل تیم زیر ۱۷ سال عربستان سعودی گل تسلی‌بخش را به ثمر رساند. پس از حذف چین از رقابت‌ها در مرحله گروهی، وی در مصاحبه‌ای با خبرگزاری شینهوا اظهار داشت که این تجربه به او کمک کرده است تا «واقعاً تفاوت» بین چین و دیگر کشورهای آسیایی را احساس کند و چین نیاز دارد بیشتر با کشورهای قدرتمند خارجی بازی کند تا «مهارت‌ها و تاکتیک‌های خود را سریع‌تر بهبود داده و با شدت و سرعت بالا سازگار شود».